# Trafik AB Visby–Visborgsslätt
Trafik AB Visby–Visborgsslätt war eine schwedische Aktiengesellschaft.
Die Gesellschaft wurde 1904 in mit dem Ziel gegründet, den Personenverkehr auf der von der Armeeverwaltung angelegten Bahnstrecke Visby–Visborgsslätt (Visby–Visborgsslätts Järnväg – VVJ) zu betreiben.
Der Güterverkehr auf der Strecke wurde von Gotlands Järnvägsaktiebolag durchgeführt. Einige Offiziere schlossen sich zusammen und nahmen den Personenverkehr mit einem Dampftriebwagen auf, für dessen Betrieb dann Trafik AB Visby–Visborgsslätt ab dem 27. Juni 1904 zuständig war.
Die Aufgabe der Gesellschaft endete, als ab dem 16. März 1912 die Strecke von Trafik AB Västerhejde–Visby gepachtet wurde, die ab dem Zeitpunkt die gesamte Bahnstrecke Visby–Visborgsslätt–Bjärs unter dem Namen Visby–Visborgsslätt–Bjärs Järnväg betrieb.